# Elasticitatea cererii în funcție de preț

Curba cererii, perfect elastică

Curba cererii, perfect inelastică

Elasticitatea prețului cererii (după Alfred Marshall) exprimă cât de mult este afectată cererea de modificare a prețului unui produs sau serviciu. Se poate calcula cât de puternic reacționează potențialii cumpărători ai unui produs la o modificare de preț.
Elasticitatea prețului (PE) este definită ca modificare relativă a cantității divizată printr-o schimbare de preț relativă:
{\displaystyle \eta _{x,p}={\frac {\partial x}{\partial p}}\cdot {\frac {p}{x}}}
sau prin cifre absolute:
{\displaystyle \eta _{x,p}={\frac {\frac {(x_{2}-x_{1})}{x_{1}}}{\frac {(p_{2}-p_{1})}{p_{1}}}}}.
Explicație:

x=Cantitate 

{\displaystyle (x_{2}-x_{1})}=Modificare a cantității 

p=Preț 

{\displaystyle (p_{2}-p_{1})}=Modificare a prețului
Pentru interpretarea elasticității prețului se neglijează semnul de negație și se consideră doar modulul absolut.
Dacă valoarea absolută a elasticității prețului este mai mare decât 1, se vorbește despre o "cerere elastică". Prin aceasta se înțelege faptul că o schimbare a prețului cu un procent, produce o schimbare a cantității cu mai mult decât un procent.

## Clasificare
- {\displaystyle \eta _{x,p}=\infty }: Cererea este perfect elastică (elastic demand); o modificare minimală de preț are ca efect o schimbare maximală a cantității
- {\displaystyle \eta _{x,p}>1}: Cererea este elastică (elastic demand); o modificare de preț are ca efect o schimbare supraproporțională a cantității
- {\displaystyle \eta _{x,p}=1}: Cererea este unitar-elastică (unitelastic demand); o modificare a prețului cu 1% are ca efect o schimbarea cantității cu 1%
- {\displaystyle \eta _{x,p}<1}: Cererea este inelastică (inelastic demand); o modificare de preț are ca efect o schimbare subproporțională a cantității
- {\displaystyle \eta _{x,p}=0}: Cererea este perfect inelastică (inelastic demand); o modificare maximală de preț nu determină o schimbare a cantității